# Eufaula, Alabama
Eufaula là một thành phố thuộc quận Barbour, tiểu bang Alabama, Hoa Kỳ. Dân số năm 2009 là 14521 người, mật độ đạt 94 người/km².